# Nicu Bela
Nicu Bela (n. 31 decembrie 1940, București – d. 1993, București) a fost un cunoscut acordeonist și lăutar român.

## Biografie
S-a născut la data de 31 decembrie 1940 în București, fiind fiul lui Stoiculeț Niculescu. Cei din familia lui nu erau neam de lăutari dar timpul petrecut în mahala alături de muzicanți îl fac să îndrăgească muzica lăutărească. Începe să studieze de mic acordeonul de la lăutarii din cartier.
În anii '60 este cooptat în taraful lui Ion Nămol alături de Constantin Eftimiu (vioară și voce), Florică Calu (vioară), Mitică Ciuciu (țambal), Costache Florea (trompetă) și Titi Coadă (contrabas), cei mai apreciați lăutari la vremea aceea, alături de care Bela își desăvârșește tehnica interpretativă.
Reușește să devină în scurt timp unul din cei mai apreciați acordeoniști, dar totodată și un bun solist vocal. Avea un glas deosebit de frumos, dulce și mângâietor. Îl prindeau foarte bine cântecele lăutărești de jale cu care îi înduioșa până la lacrimi pe cei ce-l ascultau.
În anii '70 formează un taraf împreună cu Toni Iordache (țambal), Costel Vasilescu (trompetă), Ion Babulea (vioară), Bebe Șerban (acordeon) și Grigore Ciuciu (contrabas).
În perioada 1971-1975 acest taraf cuprindea monopolul nunților și botezurilor din cartierele Ferentari, Grand și Dudești din București și Mimiu din Ploiești.
În perioada 1975-1977 înregistrează primele sale melodii la Radio România, iar mai târziu imprimă și cele doua discuri mici ale sale la Electrecord, primul ca solist și al doilea alături de violonistul Aurel Gore.
După 1980 își formează un nou taraf împreună cu Leonard Iordache (țambal), Ghiță Coadă (contrabas), Nelu Bosoi (clarinet) și mult mai cunoscuții Gheorghe Lambru (acordeon și voce) și Cornel Bosoi (vioară), lăutari cu care va cânta în ultimii ani de viață.

## Decesul
Moare în februarie 1993 la spitalul Floreasca, la câteva zile după ce concertase în Franța.

## Discografie
Înregistrările lui Nicu Bela au fost realizate la casa de discuri Electrecord și editate pe două discuri mici de vinil.
| An   | Număr de catalog  | Format                | Piese                                                                                        | Acompaniament              |
| ---- | ----------------- | --------------------- | -------------------------------------------------------------------------------------------- | -------------------------- |
| 1978 | EPC 10.505        | disc vinil, EP, 17 cm | 1. Hora din Drăgănești 2. Cântec ca pe Vlașca 3. Sârba de la Medgidia 4. Cântec de ascultare | orchestra Constantin Mirea |
| 1979 | 45-STM-EPC 10.505 | disc vinil, EP, 17 cm | 1. Cântec de petrecere 2. Horă 3. Cântec la masa mare 4. Horă lăutărească                    | orchestra Aurel Gore       |